# Coupe d'Antigua-et-Barbuda de football
La Coupe d'Antigua-et-Barbuda de football (en anglais Antigua and Barbuda FA Cup) est créée en 2004.

## Palmarès

### Par édition
| Année     | Vainqueur        | Score               | Finaliste     |
| --------- | ---------------- | ------------------- | ------------- |
| 2004-2005 | SAP FC           | 2 - 1               | Hoppers FC    |
| 2005-2006 | Freemansville FC | 1 - 1 (2-1 tab)     | Bassa SC      |
| 2006-2007 |                  | Tournoi annulé      |               |
| 2007-2008 | Bassa SC         | 0 - 0 (5-4 tab)     | Parham FC     |
| 2008-2009 | SAP FC           | ? - ?               | Hoppers FC    |
| 2009-2010 | Bassa SC         | 1 - 1 (4-1 tab)     | Goldsmitty FC |
| 2010-2011 |                  | Tournoi non disputé |               |
| 2011-2012 | Parham FC        | 4 - 0               | Bassa SC      |